# Anamorós
Anamorós es un distrito perteneciente al municipio de La Unión Norte del departamento de La Unión, El Salvador. El distrito tiene una extensión de 108 km². Su población estimada es de 14.210 habitantes (2024).

## Geografía
Está limitado por los siguientes municipios: al norte, por La Unión Norte (Lislique y Nueva Esparta); al este, por los distritos de El Sauce y Nueva Esparta; al sur, por los municipios de El Sauce y Santa Rosa de Lima, todos de La Unión Norte; y al oeste, por Morazán Sur (Sociedad) y Morazán Norte (Corinto) municipios del Departamento de Morazán.

### División Político-Administrativa
Para su administración, el distrito se divide en 8 cantones y 84 caseríos, los cuales son:
- Agua Blanca
- Cordoncillo
- El Carbonal
- El Cedro
- El Tizate
- Huertas Viejas
- Terreritos
- Tulima

### Hidrografía y Clima
Riegan el distrito los ríos: Las Piñas y Grande o Anamorós; las quebradas: La Sirena, Mano de León, de Enmedio, de Lajas, Estiquirín, El Salto, de Leche, El Derrumbo, Las Lajas o Hato Viejo, El Chele, Grande, Los Alfaro, El Tempisque, etc.
Los ríos principales son Grande o Anamorós que recorre 17,5 km dentro del municipio y Las Piñas, cuyo recorrido dentro del municipio es de 10 km.
El clima es cálido y pertenece al tipo de tierra caliente. El monto pluvial anual oscila entre 1.800 y 2.000 mm.

### Orografía
Los rasgos orográficos más notables son los cerros: La Combrera, Partido, Ocotepeque, La Ventana, Los Mojones, Grande, Chichipate, El Salto,El Cerro la Culebra, etc.; las lomas: Alta, El Guayabo, La Danta, San Antonio, La Fila del Tapesco, Copalío, etc. Los Cerros principales son: Ocotepeque (1.179,92 m s. n. m.); Los Mojones (218 m s. n. m.); La Ventana (750 m s. n. m.); Grande (742 m s. n. m.) y Partido (770 m s. n. m.)

## Industria, Comercio y Comunicaciones
La industria en la ciudad es muy variada prueba de ello son la presencia de fábricas de derivados del barro, fábricas de concentrados, talleres de soldadura entre otros.
Existe la elaboración de dulce de panela, productos lácteos, hamacas, atarrayas, comales y ollas de barro. En el comercio local existen farmacias, ferreterías, agro servicios, tiendas y otros pequeños negocios.
La ciudad de Anamorós se comunica por carretera mejorada de tierra unida a carretera pavimentada, con la ciudad de Santa Rosa de Lima y por carretera de tierra mejorada con la ciudad de Nueva Esparta y con Lislique y El Sauce.
Anamorós es sede de la empresa Anamorós Televisión S.A. de C.V. Propietaria del sistema de televisión por cable e internet residencial a través de fibra óptica, cuenta con una red que abarca los municipios de Anamorós, Lislique, Nueva Esparta, El Sauce, Polorós, Pasaquina, Santa Rosa de Lima y algunas zonas de Concepción de Oriente.
Existen 2 canales locales transmitidos por cable: ATV Canal 17 "la señal que se ve" Propiedad de Anamorós Televisión S.A. de C.V. y TVC La Asunción Canal 68. Propiedad de la Iglesia Católica Parroquia Nuestra Señora Virgen de la Asunción del municipio de Anamorós.

## Datos de la Cabecera Municipal
La cabecera de este distrito es la ciudad de Anamorós, situada a 170 m s. n. m. y a 44,5 km al norte de la ciudad de La Unión, sus calles son de tierra, empedradas y adoquinadas, siendo las principales la primera calle Oriente y Poniente y la 1.ª Avenida Norte y Sur. La ciudad se divide en los barrios: El Zapote, Las Flores, El Centro, El Calvario, San Antonio y Nuevo.

## Historia

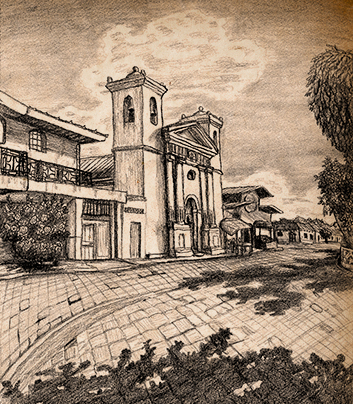
Dibujo de la Iglesia Católica Parroquia Nuestra Señora Virgen de la Asunción

En 1770, Anamorós era pueblo del curato de Gotera, con 170 habitantes repartidos en 72 familias, conforme datos censales recogidos por el arzobispo don Pedro Cortés y Larraz. En 1786, se incorporó al partido de Gotera. En 1807, ya era cabecera del curato del mismo nombre, con los pueblos de Polorós y Lislique como anejos. Según el geógrafo, don Guillermo Dawson obtuvo el título de villa en 1871. Por decreto legislativo n.º 173 de 31 de octubre de 1972, se le confirió el título de ciudad a la villa de Anamorós.

### Escudo
En la parte céntrica del escudo se observa el CERRO LA CULEBRA que representa uno de los mitos y leyenda más conocidos del municipio y una frase sobre el cerro que dice: “JESÚS REY DE REYES”. En la parte superior del centro del escudo se encuentra la IGLESIA CATÓLICA que representa la cultura religiosa y el respeto a Dios, nuestro Creador y sobre la iglesia se encuentra la FECHA en el que obtuvo el TÍTULO DE CIUDAD. En la parte inferior del centro del escudo se observa la ALCALDÍA MUNICIPAL que es una de las instituciones principales del municipio. En el costado izquierdo fuera del escudo se encuentra la fecha en la que dejó de ser parte del Departamento de San Miguel y se incorporó a La Unión. Sobre el escudo se encuentra el nombre de la Alcaldía Municipal de ANAMORÓS. Al  costado superior derecho  fuera  del escudo  se  encuentra la FECHA QUE OBTUVO EL TÍTULO DE VILLA. Sobre la fecha la Bandera del municipio con los colores verde, blanco y amarillo. A los costados del escudo se observan 8 RAMOS DE LAUREL que representan los cantones del municipio. En  la parte  inferior  izquierda fuera  del  escudo se  observa  la que representa la producción agrícola del municipio. Debajo de la mazorca de maíz está la cabeza de ganado representando la ganadería. En la parte inferior fuera del escudo se encuentra EL PETATE, EL TULE; EL CÁNTARO Y EL COMAL que son las obras artesanales realizadas por las mujeres del municipio.

### Bandera Municipal
La bandera municipal de Anamorós, está compuesta por tres colores e integra el escudo municipal de anamorós en la parte central de la bandera.
La orientación de la bandera es de forma Horizontal.
Forma Cuadrangular.
División tres partes verticales similares.
Colores> VERDE, BLANCO Y MOSTAZA.

## Toponimia
- ANAMORÓS: (Lenca) "Lugar de Maizales". Proviene de las voces: anam: lagartija; oros: sufijo locativo. (J.L.L.)
- OCOTEPEQUE: (Náhuat) "Cerro de los pinos". Proviene de las voces: ocot: ocote, pino; tepec: cerro, montaña, localidad. (J.L.L.)
- TIZATE: (Náhuat) "Río de los yesos". Proviene de las voces: tiz, tiza: tierra blanca, yeso; at: agua, río. (J.L.L.)
- ESTIQUIRIN: (Lenca) "Vereda de los grillos". Proviene de las voces: estiquir:grillo; in, aféresis de quin: camino, vereda, sendero (J.L.L.)
- GUASCANAL: (Lenca) "Río de los bejucos de sangre". Proviene de las voces: gual, guas:río; can bejuco; al, ala: sangre (J.L.L.).